# Bembidion laevigatum
Bembidion laevigatum är en skalbaggsart som beskrevs av Thomas Say 1823. Bembidion laevigatum ingår i släktet Bembidion och familjen jordlöpare. Inga underarter finns listade i Catalogue of Life.

## Bildgalleri

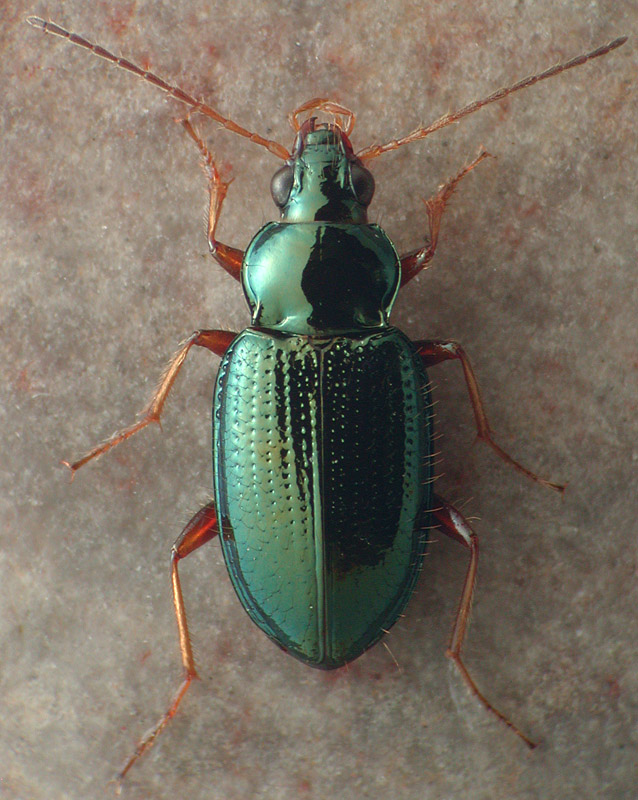